# Avangard Tsjeljabinsk
Avangard Tsjeljabinsk (Russisch: Авангард Челябинск) was een Sovjet voetbalclub uit de stad Tsjeljabinsk.

## Geschiedenis
De club werd opgericht in 1933 als Traktor Tsjeljabinsk. De club speelde enkele keren in de beker en in 1945 speelden ze in de tweede klasse, waar ze in de middenmoot eindigden. In 1946 werd de naam gewijzigd in Dzerzjinets. In 1947 werd de club groepswinnaar en plaatste zich voor de eindronde om promotie, waar ze vierde eindigden. Ook het volgende jaar speelde de club de eindronde en eindigde nu op een gedeelde tweede plaats, met slechts één puntje achterstand op Lokomotiv Charkov. De volgende twee seizoenen eindigden ze in de middenmoot. Nadat ze in 1951 en 1952 niet aan de competitie deelnamen keerden ze in 1953 terug onder de naam Avangard en speelde vier seizoenen in de middenmoot. In 1957 werd het team ontbonden en hun plaats in de tweede klasse werd ingenomen door Lokomotiv Tsjeljabinsk.